# Lê Duẩn
Lê Duẩn, född den 7 april 1907 i Quảng Trịprovinsen, Franska Indokina, död den 10 juli 1986 i Hanoi, Vietnam, var en nordvietnamesisk politiker.

## Biografi
Lê Duẩn föddes i en familj av lägre klass och litet är känt om hans familj och barndom. Han kom först i kontakt med marxistisk litteratur på 1920-talet genom sitt arbete som järnvägstjänsteman.
Lê Duẩn var 1930 en av grundarna av kommunistpartiet i Franska Indokina och satt fängslad åren 1931 – 37. Efter att ha blivit frisläppt gjorde han snabb karriär inom partiet, men arresterades på nytt 1939, anklagad för att underblåsa ett uppror i södra delen av landet. Han släpptes från fängelset efter den framgångsrika, kommunistledda revolutionen.
Under första indokinakriget var Lê Duẩn aktiv i en kommunistkader i södra Vietnam och ledde partiets södra huvudkontor från 1951 till 1954. Under 1950-talet började han allt mera aggressivt att kräva en återförening av landet genom krig mot den södra delen.
Vid mitten till slutet av 1950-talet hade Lê Duẩn blivit den näst mest kraftfulla partiideologen framför den förre partisekreteraren Truong Chinh och hade fått rang av vice partiledare under Ho Chi Minh. Efter dennes död 1969 var han ansedd som den ledande fram till sin död 1986. 

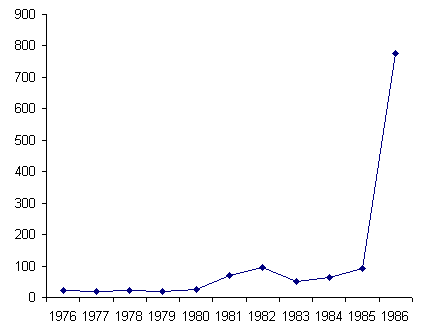
Inflationen i detaljhandelspriserna i Vietnam efter återföreningen fram till 6:e nationella kongressen 1986

Lê Duẩn deltog i kampen mot fransmännen och under hela Vietnamkriget intog han en aggressiv hållning mot USA i Sydvietnam. När Nordvietnam slutligen vann kriget 1975 var han och hans medarbetare alltför optimistiska om framtiden och den andra femårsplanen (1976 – 80) var ett misslyckande och förde in Vietnam i en ekonomisk kris.
Lê Duẩn dog 1986 och efterträddes av Truong Chinh i juli.